# فريق العمل بالأسواق المالية
تم إنشاء فريق العمل المعني بالأسواق المالية (أيضًا فريق عمل الرئيس المعني بالأسواق المالية وفريق العمل, وبالعامية فريق الحماية من الانهيار) بموجب القرار التنفيذي 12631, الذي تم توقيعه في 18 مارس 1988 من قبل رئيس الولايات المتحدة رونالد ريغان.
تم تأسيس الفريق بشكل صريح ردًا على الأحداث في الأسواق المالية المحيطة في 19 أكتوبر 1987 (“الاثنين الأسود”) لتقديم توصيات لحلول القطاع التشريعي والخاص من أجل «تعزيز النزاهة والكفاءة والانتظام والقدرة التنافسية للأسواق المالية الأمريكية والحفاظ على ثقة المستثمرين».
كما تم إنشاؤه بموجب القرار التنفيذي رقم 12631، يتكون فريق العمل من:
- وزير الخزانة، أو من نوب عنه/عنها (رئيسًا لفريق العمل)
- رئيس مجلس المحافظين للنظام الاحتياطي الفيدرالي، أو من ينوب عنه/عنها
- رئيس هيئة الأوراق المالية والتداولات، ومن ينوب عنه/عنها
- رئيس هيئة تداول السلع الآجلة، أو من ينوب عنه/عنها.

## فريق الحماية من الانهيار
كان «فريق الحماية من الانهيار» في الأصل عنوانًا لمقال في صحيفة واشنطن بوست في 23 فبراير 1997، وأصبح منذ ذلك الحين مصطلحًا عاميًا مستخدمًا من قبل بعض شركات النشر الكبرى للإشارة إلى فريق العمل. وفي البداية، كان المصطلح يُستخدم للتعبير عن الرأي الذي كان فريق العمل يستخدمه لدعم الأسواق خلال فترات الركود. وقد اتَهم كاتبو صفحات المالية في الصحيفتين البريطانيتين ذا أوبزيرفر وديلي تلغراف، إلى جانب عضو الكونجرس الأمريكي رون بول والكاتبان كيفين فيليبس (الذي يقول أنه «لا يعرفهم معرفة شخصية مباشرة») وجون كروديل، have فريق العمل بتجاوزهم مدة الولاية القانونية. وقد شك تشارلز بيدرمان، رئيس شركة TrimTabs Investment Research، والذي تعقب تدفق المال في سوق الأسهم، أنه عقب الأزمة المالية في عام 2008 كان الاحتياطي الفيدرالي أو الحكومة الأمريكية يدعمان سوق الأوراق المالية (البورصة). وقال أنه «إذا لم يكن المال الذي يدعم أسعار الأسهم يأتي من مستثمرين تقليديين، فلا بد أنه أتى من مكان آخر،» و «لماذا لا يقومون بدعم سوق الأوراق المالية كذلك؟ وعلاوة على ذلك، اقترح عدد من المسؤولين أنه ينبغي على الحكومة دعم أسعار الأسهم.»“
تشمل الادعاءات حول فريق العمل، والتي وصفها بعض الكُتّاب بأنها نظريات مؤامرة، إنها آلية مدبرة تحاول التلاعب في أسواق الأوراق المالية الأمريكية في حال انهيار السوق بشكل مفاجئ من خلال استخدام الأموال الحكومية في شراء الأسهم أو غيرها من الصكوك مثل مؤشر الأسهم الآجلة - وهي أفعال يحظرها القانون. وفي أغسطس 2005، أصدرت شركة سبروت أسيت مانيجمينت (Sprott Asset Management) تقريرًا يقول أن هناك شكًا في تدخل فريق الحماية من الانهيار لحماية سوق الأوراق المالية. ومع ذلك، عادة ما تُشير هذه المواد إلى فريق العمل باستخدام الإقناع الأخلاقي في محاولة لإقناع البنوك بشراء مؤشر الأسهم الآجلة.
رأى عضو مجلس إدارة الاحتياطي الفيدرالي السابق روبرت هيلر، في صحيفة وول ستريت جورنال، أنه "بدلاً من إغراق الاقتصاد بأكمله بالسيولة وبالتالي زيادة خطر التضخم، يمكن أن يدعم الاحتياطي الفيدرالي سوق الأوراق المالية مباشرة من خلال شراء متوسطات السوق في الأسواق الآجلة، وبالتالي تحقيق الاستقرار للسوق ككل." وقد استُخدم بيانه للادعاء بأن مجلس الاحتياطي الفيدرالي لم يتصرف بالفعل بهذه الطريقة. ويسمى بعض المحللين هذه الادعاءات باسم نظرية المؤامرة، موضحين أن مثل هذه الادعاءات بسيطة وغير قابلة للتطبيق. وكتب المؤلف كيفين فيليبس في كتابه الصادر عام 2008 النقود الرديئة أنه لم يكن لديه أي مصلحة "في أن يصبح محققًا في المؤامرة"، وأنه بالرغم من ذلك استنتج أنه "يبدو أنه تم الوصول إلى نوع من القرار رفيع المستوى في واشنطن لإضفاء الطابع المؤسسي المرن على آلية الإنقاذ لسوق الأوراق المالية الأقرب إلى ذلك الطابع الذي يسعون إليه... لحماية البنوك الأمريكية الكبرى من التعرض لأخذ قرض محلي وأجنبي ومن أزمات العملة.” ويستدل فيليبس على أن أبسط طريقة لتدخل فريق العمل في انهيار السوق ستكون من خلال شراء العقود الآجلة لـمؤشر البورصة، إما بالتعاون مع البنوك الكبرى أو من خلال مكاتب التداول في الخزانة الأمريكية أو بنك الاحتياطي الفيدرالي.

## أزمة السوق عام 2008
في 6 أكتوبر 2008، أصدر فريق العمل بيانًا يشير إلى أنه كان يتخذ إجراءات متعددة متاحة له من أجل محاولة تحقيق الاستقرار في النظام المالي، بالرغم من أن شراء أسهم البورصة لم يكن جزءًا من البيان. وقد ينتهي الأمر بالحكومة ممتلكة أسهم في الشركات التي قدمت قروضًا لها، لأنها ستحصل عليها كضمان لهذه القروض.